# میشیتسه
میشیتسه (به چکی: Měšice) یک منطقهٔ مسکونی در جمهوری چک است که در ناحیه پراگ-شرق واقع شده‌است. میشیتسه ۴٫۳۷ کیلومتر مربع مساحت و ۱٬۵۲۲ نفر جمعیت دارد و ۲۰۳ متر بالاتر از سطح دریا واقع شده‌است.